# いちごの唄 (小説)
『いちごの唄』（いちごのうた）は、脚本家の岡田惠和とロックバンド「銀杏BOYZ」の峯田和伸の共著による、日本の青春小説の連作短編集。2018年5月21日に朝日新聞出版から刊行された。テレビドラマ2作品で脚本家と出演者として峯田と競演して意気投合し親交を深めた岡田は、「銀杏BOYZ」の楽曲7曲からイメージして本作を上梓した。共著の峯田はイラストという形で本作に参加し、峯田描き下ろしの絵を収録する。
小説と並行して、岡田が脚本を手掛けて映画化が進められ、古舘佑太郎と石橋静河のダブル主演で2019年7月に公開された。

## 収録作品
1. 漂流教室
原曲：「漂流教室」（アルバム『君と僕の第三次世界大戦的恋愛革命』収録）
2. 東京
原曲：「東京」（アルバム『君と僕の第三次世界大戦的恋愛革命』収録）
3. 愛してるってゆってよね
原曲：「愛してるってゆってよね」（アルバム『光のなかに立っていてね』収録）
4. ぽあだむ
原曲：「ぽあだむ」（アルバム『光のなかに立っていてね』収録）
5. 銀河鉄道の夜
原曲：「銀河鉄道の夜」（アルバム『DOOR』収録）
6. もしも君が泣くならば
原曲：「もしも君が泣くならば」（アルバム『君と僕の第三次世界大戦的恋愛革命』収録）
7. 恋は永遠
原曲：「恋は永遠」（シングル「恋は永遠」収録）

## あらすじ
東京の冷凍食品会社で働く笹沢コウタは7月7日の帰り道、天野千日に偶然に出会う。彼女は、コウタとコウタの親友の伸二にとっては、中学校からの帰り道に出会うだけでうれしくなる女神のような存在だった。勇気を出しコウタは近所のラーメン屋に千日を誘いラーメンを食べながらひたすら千日に向かって話しかける。別れ際、伸二の命日でもある翌年の7月7日に同じラーメン屋で再会を約束した。
数度目の、年に一度のラーメン屋での逢瀬に千日はコウタに「もう会わない」と言い、翌年からラーメン屋に来なくなった。
千日に会いたいコウタは、中学校のクラス会への参加を決め、実家に帰省。伸二の亡くなった坂道で千日に再会する。

## 書誌情報
- 岡田惠和、峯田和伸（共著）峯田和伸（イラスト）『いちごの唄』、2018年5月21日発売、朝日新聞出版、ISBN 978-4-02-331708-6[1]

## 映画
原作者の岡田惠和が脚本を担当し、2019年7月5日に公開された。監督は菅原伸太郎、主演は古舘佑太郎と石橋静河。
公開に先立って「島ぜんぶでおーきな祭 第11回沖縄国際映画祭」に特別招待作品として出品され、2019年4月20日にワールドプレミア上映された。

### キャスト
- 笹沢コウタ：古舘佑太郎（中学生：大西利空）
- 天野千日：石橋静河（中学生：清原果耶[8]）
- コウタの母：和久井映見
- コウタの父：光石研
- 伸二：小林喜日
- 涼子：しゅはまはるみ
- 渡辺道子
- ポール・マグサリン
- 震災の女の子：蒔田彩珠
- シゲ：泉澤祐希（小学生：山﨑光）
- かずみ：恒松祐里
- 吉村界人
- アケミ：岸井ゆきの[8]
- らーめん屋のおじさん：峯田和伸
- 園長先生：宮本信子[8]

カメオ出演
- 麻生久美子
- みうらじゅん
- 田口トモロヲ
- 宮藤官九郎
- 曽我部恵一
- やついいちろう（エレキコミック）
- 今立進（エレキコミック）
- 村井香
- 村井守
- 赤坂真之介
- yucco

### スタッフ
- 原作：岡田惠和、峯田和伸『いちごの唄』（朝日新聞出版）
- 監督：菅原伸太郎
- 脚本：岡田惠和
- 音楽：世武裕子、銀杏BOYZ
- 主題歌：銀杏BOYZ「いちごの唄」
- 製作：小西啓介、岡本東郎、宮崎伸夫
- プロデューサー：小西啓介
- 企画プロデューサー：馬上千明
- アソシエイトプロデューサー：南陽
- 撮影：岩永洋
- 照明：加藤大輝
- 録音：岡本立洋
- 美術：小竹森智子
- ヘアメイク：荒井智美
- スタイリスト：伊賀大介、高田彰久、伊藤佐智子（宮本信子）
- VFXスーパーバイザー：木村康次郎
- サウンドエディター：勝俣まさとし
- 編集：日下部元孝
- 助監督：内田貴史
- 制作担当：中川聡子
- ラインプロデューサー：鈴木嘉弘
- 協力プロデューサー：長井龍、飯田雅裕、筒井史子、松岡周作
- 配給・製作プロダクション：ファントム・フィルム
- 製作：「いちごの唄」製作委員会（ファントム・フィルム、VAP、朝日新聞社）

### 受賞歴
- 第32回日刊スポーツ映画大賞 新人賞（清原果耶）[注 2][9]